# Vincentas Borisevičius
Vincentas Borisevičius (Bebrininkai, 23 novembre 1887 – Vilnius, 18 novembre 1946) è stato un vescovo cattolico lituano.
Nato da una famiglia di benestanti agricoltori lituani, Borisevičius fu educato nel liceo maschile della chiesa di Santa Caterina a San Pietroburgo, nel seminario sacerdotale di Sejny e nell'Università di Friburgo, in Svizzera. Nel 1913 divenne cappellano della prigione di Kalvarija. Durante la prima guerra mondiale fu evacuato a Minsk e operò come cappellano militare presso la 10ª armata del dell'Esercito imperiale russo. Al suo ritorno in Lituania nel 1918, divenne cappellano e insegnante di religione al ginnasio di Marijampolė. Nel 1922 si trasferì per insegnare teologia morale, teologia pastorale e scienze sociali presso il seminario sacerdotale di Sejny. Nel 1926 monsignor Justinas Staugaitis, il primo vescovo di Telšiai, invitò Borisevičius ad aiutarlo a organizzare la diocesi e il nuovo seminario sacerdote di Telšiai. Il seminario fu aperto ufficialmente il 4 ottobre 1927 e Borisevičius ne fu rettore fino alla sua chiusura, avvenuta nel 1940 in seguito all'occupazione sovietica della Lituania. Nel 1940 divenne vescovo ausiliare di Telšiai e titolare di Lisiade. Qualche mese dopo la morte del vescovo Staugaitis, avvenuta il 7 luglio 1943, Borisevičius gli succedette come nuovo vescovo.
Accusato di varie attività antisovietiche, incluso il sostegno ai partigiani lituani, Borisevičius fu arrestato dall'NKVD nel dicembre del 1945 e di nuovo nel febbraio del 1946. Il 28 agosto fu condannato a morte per tradimento ai sensi dell'articolo 58 del codice penale sovietico. Venne giustiziato nel novembre successivo e sepolto in una fossa comune presso il maniero di Tuskulėnai a Vilnius. I suoi resti furono ritrovati nel 1996 e sepolti nella cattedrale di Telšiai nel 1999.

## Biografia

### Primi anni e formazione
Monsignor Vincentas Borisevičius nacque nel villaggio di Bebrininkai, situato sulle rive del fiume Šešupė, vicino a Pilviškiai, il 23 novembre 1887. I suoi genitori erano benestanti agricoltori lituani e possedevano circa 40 ettari di terra. Ebbero tredici figli, ma solo nove (quattro maschi e cinque femmine), raggiunsero l'età adulta. Dopo la morte di sua madre nel 1894, fu allevato dalla sorella maggiore, Ona. Dal 1893 al 1897 frequentò una scuola elementare russa a Šunskai. Dopo il diploma, fu mandato al studiare al ginnasio maschile della chiesa di Santa Caterina a San Pietroburgo con il fratello maggiore Kazimieras. Nel settembre del 1903 i fratelli Borisevičius si iscrissero al seminario sacerdotale di Sejny. Dopo tre mesi di studio, a causa delle cattive condizioni di salute, dovette ritardare gli studi di un anno. Si laureò nel 1909, ma era ancora troppo giovane per essere ordinato sacerdote. Venne quindi ordinato diacono e inviato per ulteriori studi all'Università di Friburgo in Svizzera dal vescovo di Sejny Antanas Karosas. Ricevette una borsa di studio di 300 rubli dalla Società Motinėlė. Conseguì la licenza dopo aver difeso una tesi sulla divinità di Gesù Cristo. Il 29 maggio 1910 fu ordinato presbitero a Sejny. Non poté proseguire ulteriormente gli studi per il dottorato a causa delle cattive condizioni di salute. Ritornò in Lituania e celebrò la sua prima messa a Šunskai.

### Ministero sacerdotale
Nella primavera del 1913 fu inviato come vicario e cappellano della prigione di Kalvarija. Durante la prima guerra mondiale, quando i tedeschi catturarono brevemente Kalvarija, fu preso come ostaggio e in seguito affrontò le indagini russe per aver raccolto i contributi imposti dall'Impero tedesco. In seguito, lui e la sua famiglia vennero evacuati a Minsk dove ospitarono tre studenti del seminario. Tra il 1916 e il 1917 operò come cappellano militare presso la 10ª armata del dell'Esercito imperiale russo. Nel giugno del 1917, in qualità di rappresentante del Partito dei Democratici Cristiani di Lituania, partecipò ai Seimas di Pietrogrado, una conferenza di attivisti lituani convocata per discutere del futuro della Lituania. A Minsk, organizzò un aiuto finanziario per gli studenti lituani e ricevette dall'aristocratica Madeleine Radziwiłł un servizio da tavola in argento da 30 000 rubli che divenne la base per il fondo di beneficenza della federazione giovanile cattolica Ateitis e fu successivamente utilizzato per finanziare la costruzione del suo quartier generale a Kaunas. Quando Minsk fu occupata dai tedeschi, lavorò brevemente come insegnante di teologia in un ginnasio di Minsk.
Nel 1918 tornò in Lituania e in settembre divenne cappellano del ginnasio di Marijampolė. Nell'aprile del 1919 divenne cappellano anche del ginnasio reale, istituito da Andrius Bulota. Il ginnasio reale promosse il socialismo e sostenne un gruppo di Aušrininkai, un movimento studentesco socialista, e quindi era contrario alla Chiesa cattolica. A causa dell'atmosfera ostile e degli atteggiamenti antireligiosi, sia da parte degli studenti sia dell'amministrazione, Borisevičius si dimise dall'incarico nel giugno del 1919. Continuò a insegnare al ginnasio di Marijampolė fino alla primavera del 1922, quando fu chiamato a insegnare al seminario sacerdotale di Sejny. Si prendeva cura dei suoi studenti, sostenendo quelli in difficoltà finanziaria o con lezioni aggiuntive e supervisionando un dormitorio della Società Žiburys. Sostenne il Partito dei Democratici Cristiani di Lituania e invitò le persone a votare alle elezioni dell'Assemblea costituente della Lituania. Nel 1920 fu eletto membro del consiglio comunale di Marijampolė, del quale fu segretario e, per tre mesi, presidente.
Nell'autunno del 1921, Borisevičius tornò a Friburgo per terminare gli studi precedentemente interrotti e tornò nella primavera del 1922. Fu quindi chiamato a insegnare teologia morale, teologia pastorale e scienze sociali nel seminario sacerdotale di Sejny che, espulso da Sejny, operava a Gižai. Fu anche attivo nei capitoli locali di varie organizzazioni cattoliche, tra cui l'Organizzazione delle donne cattoliche lituane e l'Unione giovanile Pavasaris.

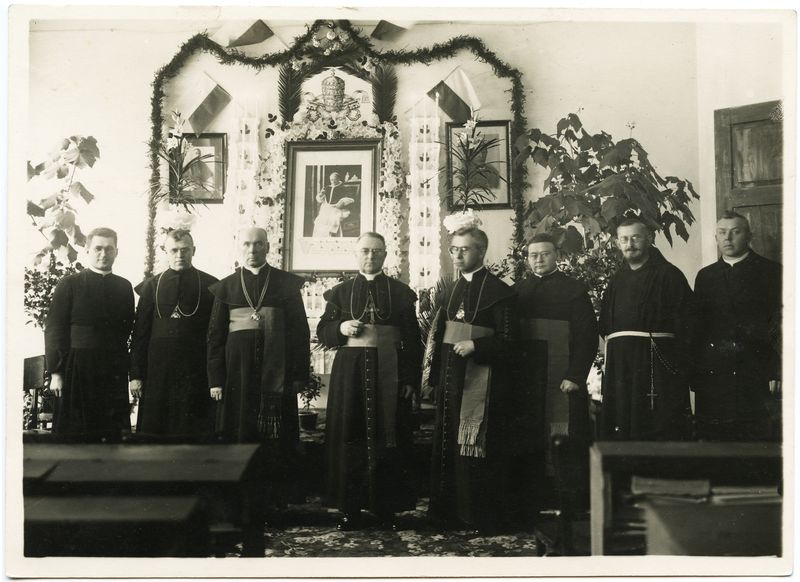
Il vescovo Staugaitis (quarto da sinistra) e padre Borisevičius (quinto da sinistra) commemorano l'incoronazione di papa Pio XI nel seminario sacerdotale di Telšiai nel 1930.

Nel 1926, nell'ambito di una più ampia riorganizzazione delle diocesi lituane da parte di papa Pio XI, Justinas Staugaitis, divenne il primo vescovo della diocesi di Telšiai. Egli organizzò la nuova diocesi e invitò Borisevičius a diventare il suo vicario generale e in seguito il primo rettore del nuovo seminario sacerdotale di Telšiai. Il seminario fu aperto ufficialmente il 4 ottobre 1927. In seguito costruì un nuovo edificio di tre piani come sede. Insegnò teologia morale sulla base degli scritti di Adolphe Tanquerey. Il suo obiettivo non era quello di preparare accademici, ma sacerdoti preparati al lavoro pratico tra la gente. Si rivolgeva agli studenti ogni giorno per circa 15 minuti prima di pranzo enfatizzando la pietà, la devozione a Dio, la disciplina, la moralità. Secondo i suoi studenti era scrupoloso, quasi un perfezionista, e voleva trasformare rapidamente i chierici in preti perfetti. Applicò rigorosamente la disciplina, insistette perché gli studenti mostrassero rispetto nei confronti dei superiori e non esitò a espellere gli studenti che "mancavano di vocazione". Rimase rettore fino al 1940 quando il seminario fu chiuso all'indomani dell'occupazione sovietica della Lituania del giugno del 1940.
Il 16 febbraio 1928, Borisevičius fu elevato al rango di prelato domestico. Partecipò ai congressi dell'Accademia cattolica lituana delle scienze, presiedendo la sua sezione teologica nel 1936 e nel 1939 e presentò articoli sul carattere religioso lituano e sulle virtù morali negli scritti del vescovo Motiejus Valančius. Collaborò con vari periodici cattolici lituani tra cui Vadovas, Šaltinis, Žiburys, Laisvė, Rytas, Spauda ir gyvenimas, Žemaičių prietelius, Ateitis, ma principalmente con Tiesos kelias. Staugaitis e Borisevičius acquistarono macchine da stampa in modo che la diocesi potesse pubblicare più facilmente i suoi periodici. Faceva parte della Società di San Vincenzo de' Paoli che aiutava i poveri ed era un forte sostenitore del movimento dell'Azione Cattolica.

### Ministero episcopale
Il 3 febbraio 1940 papa Pio XII lo nominò vescovo ausiliare di Telšiai e titolare di Lisiade. Ricevette l'ordinazione episcopale il 10 marzo successivo nella cattedrale di Sant'Antonio di Padova a Telšiai dal vescovo di Telšiai Justinas Staugaitis, co-consacranti il vescovo di Panevėžys Kaziemiras Paltarokas e quello di Kaišiadorys Juozapas Kukta. Il vescovo Staugaitis morì il 7 luglio 1943 e papa Pio XII chiamò a succedergli monsignor Borisevičius il 21 gennaio 1944. Prese possesso della diocesi il 4 marzo successivo. Durante il suo successivo processo, tre ebrei testimoniarono che il vescovo li aveva aiutati a sfuggire all'Olocausto. Quando a metà del 1944, a seguito dell'offensiva del Baltico, l'Armata Rossa prese il controllo della maggior parte della Lituania, Borisevičius si rifiutò di seguire l'esempio di molti altri chierici lituani e dell'intellighenzia che si rifugiarono in Occidente sfuggendo alle future persecuzioni comuniste. Scelse infatti di rimanere a Telšiai.

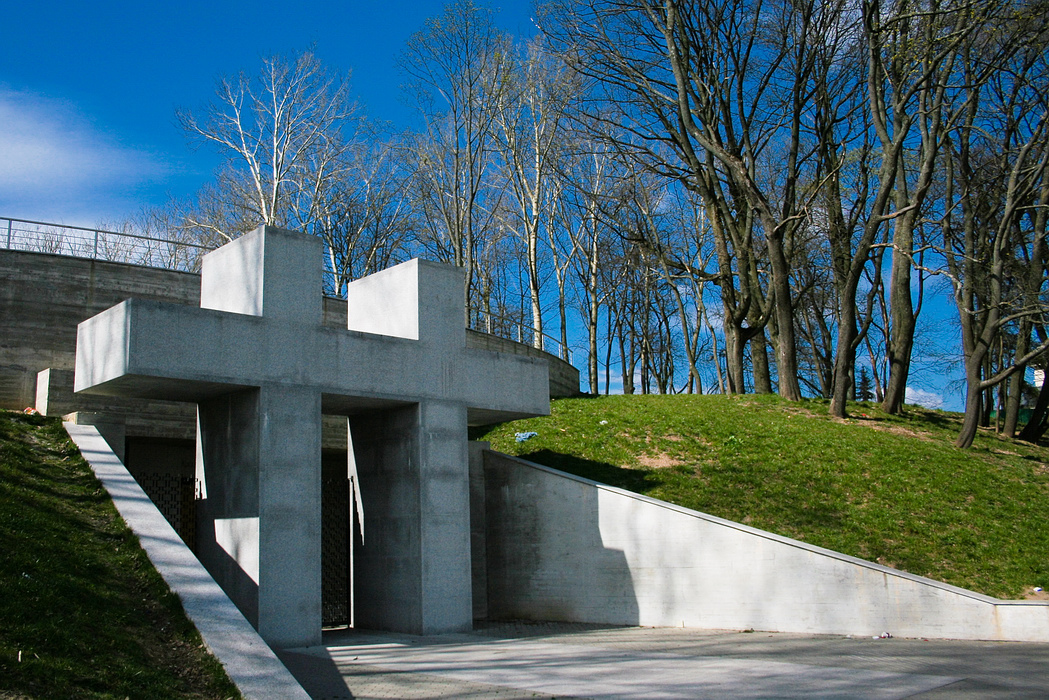
Memoriale per le vittime sovietiche nel maniero di Tuskulėnai a Vilnius.

Già nell'aprile del 1945, prima della fine della guerra, l'NKVD arrestò Adolfas Kubilius, comandante della legione samogiziana (un'unità militare dell'Esercito lituano che combatteva per la libertà del paese), che fornì informazioni sulla legione, i suoi membri e il sostegno ricevuto da Borisevičius. Il vescovo Borisevičius fu arrestato per la prima volta il 18 dicembre 1945 ma venne rilasciato sei giorni dopo. Gli fu offerto un accordo: collaborare con le autorità sovietiche in cambio del perdono. Dopo una discussione con l'arcivescovo Mečislovas Reinys, rifiutò l'offerta. Questa discussione fu in seguito elencata come uno dei "crimini" nel processo di Reinys. Il 3 gennaio Borisevičius inviò una lettera al Ministero della sicurezza dello Stato elencando esempi di come aveva aiutato ebrei, comunisti e prigionieri di guerra russi e citò Giovanni 10,11 ("Il buon pastore dà la vita per le pecore") per spiegare il suo rifiuto di cooperare. Fu nuovamente arrestato il 5 febbraio 1946 e imprigionato nel quartier generale dell'NKVD a Vilnius (l'attuale Museo delle occupazioni e dei combattimenti per la libertà). Borisevičius fu accusato dall'NKVD di aver tenuto prediche antisovietiche nel 1940 e nel 1941, di possedere due libri antisovietici (incluso un resoconto dei testimoni oculari del massacro di Chervyen di Jonas Petruitis), aver pubblicato un proclama antisovietico nel 1943, aver sostenuto la legione samogiziana e aiutato due dei suoi leader (Eduardus Misevičius e Šarūnas Jazdauskas) a nascondersi dalle autorità sovietiche, aver fornito documenti falsi ai partigiani lituani e aver aiutato un paracadutista tedesco a trasmettere un radiogramma in patria. Il 28 agosto fu condannato a morte per tradimento ai sensi dell'articolo 58 del codice penale sovietico. Dopo il processo, fu imprigionato nel carcere di Lukiškės. Non esistono prove dirette, ma si ritiene che sia stato giustiziato il 18 novembre 1946 con altre dodici persone.
Borisevičius fu sepolto in una fossa comune nel maniero Tuskulėnai a Vilnius. Le sue spoglie furono localizzate e identificate nell'estate del 1996. Il 27 settembre 1999 le sue spoglie furono ricomposte nella cattedrale di Telšiai. Allo stesso tempo, i resti di Pranas Gustaitis, decano di Viešvėnai, giustiziato con Borisevičius, furono sepolti nel cimitero di Viešvėnai. Tre giorni prima, Borisevičius fu insignito postumo dell'Ordine della Croce di Vytis di II classe. Nel 2002 gli fu intitolato il seminario sacerdotale di Telšiai. Nel 1995 gli fu intitolata una strada di Kazlų Rūda. Nel febbraio del 1990, i vescovi lituani avviarono il processo di beatificazione di monsignor Borisevičius e degli arcivescovi Teofilius Matulionis e Mečislovas Reinys, anch'essi vittime delle persecuzione comuniste.

## Genealogia episcopale
La genealogia episcopale è:
- Cardinale Scipione Rebiba
- Cardinale Giulio Antonio Santori
- Cardinale Girolamo Bernerio, O.P.
- Vescovo Claudio Rangoni
- Arcivescovo Wawrzyniec Gembicki
- Arcivescovo Jan Wężyk
- Vescovo Piotr Gembicki
- Vescovo Jan Gembicki
- Vescovo Bonawentura Madaliński
- Vescovo Jan Małachowski
- Arcivescovo Stanisław Szembek
- Vescovo Felicjan Konstanty Szaniawski
- Vescovo Andrzej Stanisław Załuski
- Arcivescovo Adam Ignacy Komorowski
- Arcivescovo Władysław Aleksander Łubieński
- Vescovo Andrzej Mikołaj Stanisław Kostka Młodziejowski
- Arcivescovo Kasper Kazimierz Cieciszowski
- Vescovo Franciszek Borgiasz Mackiewicz
- Vescovo Michał Piwnicki
- Arcivescovo Ignacy Ludwik Pawłowski
- Arcivescovo Kazimierz Roch Dmochowski
- Arcivescovo Wacław Żyliński
- Vescovo Aleksander Kazimierz Bereśniewicz
- Arcivescovo Szymon Marcin Kozłowski
- Vescovo Mečislovas Leonardas Paliulionis
- Vescovo Anton Karaś (Karosas)
- Vescovo Justinas Staugaitis
- Vescovo Vincentas Borisevičius